# Danh sách chương truyện One Piece (Tập 1-40)
One Piece là Manga được xuất bản từng kì trên tạp chí Weekly Shonen Jump bắt đầu từ ngày 22 tháng 7 năm 1997. Giống như tên của nó, một số mới của Tạp chí Jump (chứa một chương mới của One Piece) được xuất bản hàng tuần. Tính những tuần mà tạp chí không xuất bản và những lúc tác giả Eiichiro Oda tạm nghỉ thì một năm có khoảng 33 đến 48 chương được xuất bản. Khoảng từ 3 đến 4 tháng sau khi xuất hiện trên tạp chí Weekly Shonen Jump, các chương này được biên tập lại thành một tập (volume), hay gọi là tập Tankōbon (単行本) bắt đầu phát hành tại Nhật kể từ ngày 24 tháng 12 năm 1997, bao gồm từ 8 đến 12 chương (10 đến 11 chương là chiếm đa số các tập) với khoảng từ 188 đến 244 trang truyện. Những tập truyện này có bìa vẽ mới, bảng tóm tắt nội dung của tập truyện, một trang hỏi đáp của tác giả ở cuối mỗi chương, một mục nơi nhân vật Usopp nhận xét về những bức vẽ của fan hâm mộ và một số phần thêm khác (còn được gọi là góc Usopp Gallery Pirates). Tuy nhiên, do giới hạn về kinh phí tiền bìa nên bất cứ bức vẽ nào được vẽ màu (không phải bìa) sẽ được làm lại với màu trắng đen. Tính đến tháng 7 năm 2025, bộ truyện đã có hơn 1100 chương được ra mắt, được tập hợp đóng thành 112 tập Tankōbon và trở thành bộ truyện tranh dài thứ 25 tính theo số chương và tập.
Sau đây là danh sách các tập truyện từ tập 1 đến 40 của Manga One Piece cùng các chương của chúng.

## Danh sách
| 1. ROMANCE DAWN - Bình minh của cuộc phiêu lưu (ROMANCE DAWN —冒険の夜明け— Romansu Dōn - Bōken no Yoake) 2. Cậu ta là "Luffy Mũ Rơm" (その男「麦わらのルフィ」 Sono Otoko 'Mugiwara no Rufi') 3. "Zoro - Thợ săn hải tặc" xuất hiện (海賊狩りロロノア・ゾロ」登場 Kaizoku-Gari Roronoa Zoro' Tōjō) 4. Đại tá hải quân "Morgan tay rìu" (海軍大佐「斧手のモーガン」 Kaigun Taisa 'Onote no Mōgan') 5. Vua Hải tặc và Đại Kiếm sĩ (海賊王と大剣豪 Kaizoku Ō to Daikengō) 6. Thành viên đầu tiên (一人目 Hitorime) 7. Bạn bè (友達 Tomodachi) 8. Nami xuất hiện (ナミ登場 Nami Tōjō) |

| 1. Cô nàng ma mãnh (魔性の女 Mashō no Onna) 2. Chuyện ở quán rượu (酒場の一件 Sakaba no Ikken) 3. Tháo chạy (敗走 Haisō) 4. Chú chó (犬 Inu) 5. Báu vật (宝物 Takaramono) 6. Vô ích!! (無謀っ!! Mubō!!) 7. Gong (GONG Gongu) 8. Versus!! Binh đoàn hải tặc Buggy (VERSUS!! バギー海賊団 Versus!! Bagī Kaizoku-Dan) 9. Đẳng cấp (格 Kaku) |

| 1. Hải tặc "Tên hề Buggy" (海賊「道化のバギー」 Kaizoku 'Dōke no Bagī') 2. Trái ác quỷ (悪魔の実 Akuma no Mi) 3. "Đạo" của kẻ trộm (泥棒道 Dorobō-Dō ) 4. Thành phố (町 Machi) 5. Ông cũng là thú hiếm (あんたが珍獣 Anta ga Chinjū) 6. Thuyền trưởng Usopp xuất hiện (キャプテン・ウソップ登場 Kyaputen Usoppu Tōjō) 7. Thứ không thể nói dối (偽れぬもの Itsuwarenu Mono) 8. 800 lần nói dối (ウソ800 Usoppappyaku) 9. Kế hoạch của thuyền trưởng Kuro (キャプテン・クロの一計 Kyaputen Kuro no Ikkei) |

| 1. Kế hoạch (筋 Suji) 2. Trăng lưỡi liềm (三日月 Mikazuki) 3. Sườn dốc (坂道 Sakamichi) 4. GREAT!!! (GREAT!!! Gureito!!!) 5. Sự thật (真実 Shinjitsu) 6. Điềm gở (大凶 Daikyō) 7. Người đàn ông không tiếng động (音無き男 Otonaki Otoko) 8. Quản gia Klahadore (執事クラハドール Shitsuji Kurahadōru) 9. Con dốc Neo (ネオ坂道 Neo Sakamichi) |

| 1. Đuổi theo!! (追え!! Oe!!) 2. Hải tặc "Kuro trăm kế" (海賊「百計のクロ」 Kaizoku 'Hyakkei no Kuro') 3. Tập đoàn hải tặc (海賊団 Kaizoku-Dan) 4. Chuông nguyện vì ai (誰が為に鐘は鳴る Tagatameni Kane wa Naru) 5. Băng hải tặc Usopp (ウソップ海賊団 Usoppu Kaizoku-Dan) 6. Ra khơi (海へ Umi e) 7. Yosaku và Johnny (ヨサクとジョニー Yosaku to Jonī) 8. Sanji xuất hiện (サンジ登場 Sanji Tōjō) 9. Ba gã đầu bếp (三人のコック Sannin no Kokku) |

| 1. Trước cơn bão (嵐前 Arashi Mae) 2. Vị khách không mời (招かれざる客 Manekarezaru Kyaku) 3. Đô đốc Hạm đội hải tặc "Don Krieg" (海賊艦隊提督「首領・クリーク」 Kaizoku Kantai Teitoku 'Don Kurīku') 4. Từ bỏ lộ trình đó đi (その航路、やめときな Sono Kōro, Yametoki na) 5. Bão táp (嵐 Arashi) 6. Mỗi người một ngả (己々が路 Ono'ono ga Michi) 7. Roronoa Zoro gục ngã (ロロノア・ゾロ海に散る Roronoa Zoro Umi ni Chiru) 8. Lời thề (誓い Chikai) 9. Đầu cá thu số 1 (サバガシラ１号 Sabagashira Ichi-gō) |

| 1. Pearl (パールさん Pāru-san) 2. Jungle Blood (JUNGLE BLOOD Janguru Buraddo) 3. Còn khuya (やなこった Ya na Kotta) 4. Chung một giấc mơ (夢在るがゆえ Yume Aru ga Yue) 5. Lão già mắc dịch (クソジジイ Kuso Jijī) 6. Ơn (義務 On) 7. Khác biệt (ケジメ Kejime) 8. Quỷ (鬼 Oni) 9. M・H・5 (M·H·5 Emu-Eichi-Fuaibu) |

| 1. Đừng chết (死なねェよ Shinanē yo) 2. Đại chiến thương (大戦槍 Daisensō) 3. Trang bị (覚悟 Kakugo) 4. Ngọn giáo chết (噛み殺した槍 Kamikoroshita Yari) 5. Súp (SOUP Sūpu) 6. Người thứ tư (４人目 Yonninme) 7. Arlong Park (アーロンパーク Āron Pāku) 8. Chuyến phiêu lưu vĩ đại của Usopp (男ウソップ大冒険 Otoko Usoppu Daibōken) 9. Chúa tể của muôn loài (万物の霊長 Banbutsu no Reichō) |

| 1. An phận (分相応 Bunsō'ō) 2. Quái vật đến từ "Grand Line" (偉大なる航路から来た怪物 Gurando Rain kara Kita Kaibutsu) 3. Giao kèo (仕事 Bijinesu) 4. Hải đồ và người cá (海図と魚人 Kaizu to Gyojin) 5. Ngủ (ねる Neru) 6. Một bước tới ước mơ (夢の一歩 Yume no Ippo) 7. Bell-mère (ベルメールさん Berumēru-san) 8. Sống (生きる Ikiru) 9. Tội vẫn là tội (罪は罪 Tsumi wa Tsumi) 10. Nước mắt (涙 Namida) |

| 1. OK, Let's STAND UP! (OK, Let's STAND UP! Ōkē, Rettsu Sutan Dappu!) 2. Luffy IN BLACK (ルフィ IN BLACK Rufi In Burakku) 3. Zombie (ゾンビ Zonbi) 4. Tam kiếm phái đấu Lục kiếm phái (三刀流対六刀流 Santōryū tai Rokutōryū) 5. Tinh thần hiệp sĩ VS Karate người cá (騎士道VS魚人空手 Kishidō vs. Gyojin Karate) 6. Kết thúc rồi!! (終わったんだ!! Owattanda!!) 7. Chết đi!!! (死んで!!! Shinde!!!) 8. Thay người (交替 Kōtai) 9. Làm được gì (何ができる Nani ga Dekiru) |

| 1. DARTS (DARTS Dātsu) 2. Hạnh phúc (幸せ Shiawase) 3. Xuống dưới đi (下へまいります Shita e Mairimasu) 4. Đồng đội thứ hai (二人目 Futarime) 5. Quay đi nào, chong chóng (まわれ風車 Maware Kazaguruma) 6. Đại ác tặc phía Đông (東一番の悪 Higashi Ichiban no Waru) 7. Tam Đại Quỷ Triệt (三代鬼徹 Sandai Kitetsu) 8. Mây đen (暗雲 An'un) 9. Luffy sắp chết (ルフィが死んだ Rufi ga Shinda) |

| 1. Truyền thuyết bắt đầu (伝説は始まった Densetsu wa Hajimatta) 2. Reverse Moutain (リヴァースマウンテン Rivāsu Maunten) 3. Nào, Grand Line (さて、偉大なる航路 Sate, Gurando Rain) 4. Cá voi (クジラ Kujira) 5. Mỏm hẹn ước (約束の岬 Yakusoku no Misaki) 6. Log Pose (記録指針 Rogu Pōsu) 7. Thị trấn hiếu khách (歓迎の町 Kangei no Machi) 8. Ánh trăng và bia mộ (月光と墓標 Gekkō to Bohyō) 9. 100 thợ săn tiền thưởng (100人の賞金稼ぎ Hyakunin no Shōkin Kasegi) |

| 1. Vấn đề trách nhiệm (責任問題 Sekinin Mondai) 2. Đêm dài bất tận (夜は終わらない Yoru wa Owaranai) 3. Công ty tội phạm bí mật (秘密犯罪会社 Himitsu Hanzai Gaisha) 4. Luffy VS Zoro (ルフィ VS ゾロ Rufi VS Zoro) 5. Không sao!!! (大丈夫!!! Daijōbu!!!) 6. Lộ trình (進路 Shinro) 7. Thám hiểm Little Garden (冒険のリトルガーデン Bōken no Ritoru Gāden) 8. Bự quá thể! (でっけェ Dekkē) 9. Dorry và Brogy (ドリーとブロギー Dorī to Burogī) |

| 1. Có ai đó (誰かいる Dareka Iru) 2. Tạm thời (姑息 Kosoku) 3. Quỷ đỏ đã khóc (赤鬼が泣いた Akaoni ga Naita) 4. Ta biết chứ (わかっていた Wakatteita) 5. Có ích hơn là chết (死人は役に立たぬ Shinin wa Yaku ni Tatanu) 6. Luffy VS Mr.3 (ルフィ VS Mr. 3 Rufi VS Misutā Surī) 7. Trà ngon ghê! (お茶がうめェ Ocha ga Umē) 8. Sáp vô địch (キャンドルチャンピオン Kyandoru Chanpion) 9. Bản năng (本能 Honnō) |

| 1. Sên truyền tin (電伝虫 Dendenmushi) 2. Cờ hải tặc (海賊旗 Hokori) 3. Thẳng tiến!!! (まっすぐ!!! Massugu!!!) 4. Tốc độ nhanh nhất (最高速度 Saikō Sokudo) 5. Wapol bọc thiếc (ブリキのワポル Buriki no Waporu) 6. Đấy (ね Ne) 7. Cuộc phiêu lưu trên xứ không tên (名もなき国の冒険 Namonaki Kuni no Bōken) 8. Dr. Kureha (Dr.くれは Dr. Kureha) 9. Lapahn (ラパーン Rapān) 10. Người đàn ông có tên Dalton (ドルトンという男 Doruton to Iu Otoko) |

| 1. Tuyết lở (雪崩 Nadare) 2. Đỉnh (頂上 Chōjō) 3. Tony Tony Chopper xuất hiện (トニートニー・チョッパー登場 Tonītonī Choppā Tōjō) 4. Lâu đài tuyết phủ (雪の住む城 Yuki no Sumu Shiro) 5. Lang băm (ヤブ医者 Yabu Isha) 6. Đầu lâu và hoa anh đào (ドクロと桜 Dokuro to Sakura) 7. Vô dụng (不器用 Bukiyō) 8. Huyền thoại xứ tuyết (雪物語 Yuki Monogatari) 9. Ý chí được kế thừa (受け継がれる意志 Uketsugareru Ishi) |

| 1. Cuộc chiến vệ quốc (国防戦 Kokubōsen) 2. Dối trá (ウソッパチ Usoppachi) 3. Có gãy đâu (折れない Orenai) 4. RUMBLE!! (RUMBLE!! Ranburu!!) 5. Royal Drum Crown-Đại bác liên thanh 7 phát Bliking (ロイヤルドラムクラウン７連散弾ブリキング大砲 Roiyaru Doramu Kuraun Nana-ren Shotto Burikingu Kyanon) 6. Bầu trời Drum (ドラムの空 Doramu no Sora) 7. Trăng tròn (満月 Mangetsu) 8. Hoa anh đào của Hiluluk (ヒルルクの桜 Hiruruku no Sakura) 9. Tiến về Alabasta (アラバスタへ Arabasuta e) 10. "Hải tặc" Sir Crocodile (海賊 サー・クロコダイル Kaizoku Sā Kurokodairu) |

| 1. "Ngày đẹp trời của Okama" (オカマ日和 "Okama Biyori") 2. "Ace xuất hiện" (エース登場 "Ēsu Tōjō") 3. "Đến Alabasta" (上陸のアラバスタ "Jōriku no Arabasuta") 4. "Tới đây" (来いよ "Koi yo") 5. "8 giờ ở tiệm cà phê Nhền Nhện" (スパイダーズカフェに８時 "Supaidāzu Kafe ni Hachi-ji") 6. "Thành phố xanh Erumalu" (緑の町エルマル "Midori no Machi Erumaru") 7. "Cuộc phiêu lưu trên vương quốc cát" (砂の国の冒険 "Suna no Kuni no Bōken") 8. "Yuba, hang ổ của phiến quân" (反乱軍の町ユバ "Hanran-Gun no Machi Yuba") 9. "Yêu nước" (国が好き "Kuni ga Suki") 10. "Tác chiến Utopia" (作戦名ユートピア "Sakusenmei Yūtopia") 11. "Luffy VS Vivi" (ルフィVSビビ "Rufi vs. Bibi") |

| 1. "Chiến tuyến" (戦線 "Sensen") 2. "Rainbase - Thành phố trong mơ" (夢の町 レインベース "Yume no Machi Reinbēsu") 3. "Chiến binh mạnh nhất vương quốc" (王国最強の戦士 "Ōkoku Saikyō no Senshi") 4. "Bắt đầu" (始まる "Hajimaru") 5. "Thủ lĩnh phiến quân Kohza" (反乱軍統率者コーザ "Hanran-Gun Rīdā Kōza") 6. "Phản loạn" (反乱 "Uneri") 7. "Cá sấu chuối" (バナナワニ "Bananawani") 8. "Mr. Hoàng tử" (Mr. プリンス "Mr. Purinsu") 9. "Giải phóng" (解放 "Kaihō") 10. "Rush!! (Rush!!)" |

| 1. "30 triệu VS 81 triệu" (3000万VS8100万 "Sanzen-man vs. Hassenhyaku-man") 2. "LEVEL G•L" (Level. G・L "Level. G. L.") 3. "Quyết chiến ở Alubarna" (決戦はアルバーナ "Kessen wa Arubāna") 4. "Alabasta - Miền đất của động vật" (アラバスタ動物ランド "Arabasuta Dōbutsu Rando") 5. "Đố vui siêu vịt giời" (超カルガモクイズ "Chōkarugamo Kuizu") 6. "Gào thét" (怒号 "Dogō") 7. "Đội trưởng Carue" (カルー隊長 "Karū-Taichō") 8. "Hang chuột chũi khu phố 4" (モグラ塚４番街 "Mogurazuka Yonban-gai") 9. "Ồ... thế à" (へーそう "Hē Sō") 10. "4" |

| 1. "Bình đẳng" (互角 "Gokaku") 2. "Quyền pháp Okama" (オカマ拳法 "Okama Kenpō") 3. "2" 4. "Clima-tact" (天候棒 "Kurima Takuto") 5. "Cô gái điều khiển thời tiết" (天候を操る女 "Tenkō o Ayatsuru Onna") 6. "Cảnh báo gió lốc" (旋風注意報 "Senpū Chūi Hō") 7. "Quê hương lí tưởng" (理想郷 "Risōkyō") 8. "Chém đứt thép" (鉄を斬る "Tetsu o Kiru") 9. "Mr. Võ sĩ" (Mr.武士道 "Mr. Bushidō") |

| 1. "1" 2. "Những kẻ cầm đầu" (統率者達 "Tōsotsushatachi") 3. "4 giờ 15 phút chiều" (午後四時十五分 "Gogo Yo-ji Jūgo-fun") 4. "Hope!!" 5. "Luffy nước" (水ルフィ "Mizu Rufi") 6. "Nico Robin" (ニコ・ロビン "Niko Robin") 7. "Lăng mộ hoàng tộc" (王家の墓 "Ōke no Haka") 8. "Có mùi cá sấu" (ワニっぽい "Wanippoi") 9. "RED" 10. "Căn cứ bí mật của băng Cát Cát" (砂砂団秘密基地 "Suna-Suna-Dan Himitsu Kichi") |

| 1. "Châm ngòi" (点火 "Tenka") 2. "Ác mộng" (悪夢 "Akumu") 3. "Thần hộ mệnh" (守護神 "Shugoshin") 4. "Vượt qua" (越えて行く "Koete Yuku") 5. "0" 6. "Vua" (王 "Ō") 7. "Chính nghĩa bấy nhiêu" (いくつかの正義 "Ikutsuka no Seigi") 8. "VIP" 9. "Tác chiến thoát khỏi vương quốc Cát" (砂の国脱出作戦 "Suna no Kuni Dasshutsu Sakusen") 10. "Last Waltz" 11. "Cuộc phiêu lưu của Vivi" (ビビの冒険 "Bibi no Bōken") |

| 1. "Kẻ đi lậu vé" (密航者 "Mikkōsha") 2. "Lí do "Log pose" xoay lên" (「記録指針」が丸い理由 "'Rogu Pōsu' ga Marui Wake") 3. "Vua trục vớt Masira" (サルベージ王マシラ "Sarubēji-Ō Mashira") 4. "Dạo chơi dưới đáy biển" (海底散歩 "Kaitei Sanpo") 5. "Quái vật" (怪物 "Kaibutsu") 6. "Tân binh máu mặt" (大型ルーキー "Ōgata Rūkī") 7. "Tôi hứa sẽ không gây sự ở thành phố này" (ワタクシはこの町では決してケンカしないと誓います "Watakushi wa Kono Machi de wa Kesshite Kenka Shinai to Chikaimasu") 8. "Đừng mơ mộng nữa" (夢を見るな "Yume o Miruna") 9. "Giấc mơ của con người" (人の夢 "Hito no Yume") 10. "Shojo - Vua tìm kiếm đáy biển" (海底探索王ショウジョウ "Kaitei Tansaku-Ō Shōjō") |

| 1. "Norland khoác lác" (うそつきノーランド "Usotsuki Nōrando") 2. "Montblanc Cricket - Trùm cuối Liên hợp quân Khỉ Núi" (「猿山連合軍最終園長」モンブラン・クリケット "'Saruyama Rengō-gun Rasuto Bosu' Monburan Kuriketto") 3. "Ăn cơm thôi" (メシを食おう "Meshi o Kuou") 4. "Truy bắt Chim phương Nam!!" (サウスバードを追え!! "Sausubādo o Oe!!") 5. "Bellamy Linh cẩu" (ハイエナのベラミー "Haiena no Beramī") 6. "Người đàn ông trị giá 100 triệu" (一億の男 "Ichioku no Otoko") 7. "Quyền lực tối cao thế giới" (世界最高権力 "Sekai Saikō Kenryoku") 8. "Xin hãy ghi nhớ" (ご記憶下さいます様に "Gokioku Kudasaimasu Yō ni") 9. "Knock Up Stream" (突き上げる海流 "Nokku Appu Sutorīmu") 10. "Con tàu đi lên trời" (船は空をゆく "Fune wa Sora o Yuku") |

| 1. "Trên bầu trời" (上空にて "Jōkū nite") 2. "Cổng thiên đàng" (天国の門 "Tengoku no Mon") 3. "Angel Beach" (エンジェルビーチ "Enjeru Bīchi") 4. "Dial Energy" (ダイアル・エネルギー "Daiaru Enerugī") 5. "Phán xét của trời" (天の裁き "Ten no Sabaki") 6. "Phạm tội bậc 2" (第2級犯罪者 "Dainikyū Hanzaisha") 7. "Thử thách" (試練 "Shiren") 8. "SOS" 9. "Phiêu lưu trên đảo của thần" (神の島の冒険 "Kami no Shima no Bōken") 10. "Thần quan Satori của Khu Rừng Mê" (迷いの森の神官サトリ "Mayoi no Mori no Shinkan Satori") |

| 1. "Thử thách Ngọc" (玉の試練 "Tama no Shiren") 2. "Cựu Thần đụng độ Thần Quan" (元神様VS神官 "Moto Kami-sama vs Shinkan") 3. "Ngôi làng trong mây" (雲隠れの村 "Kumogakure no Mura") 4. "Rồng ngọc" (玉ドラゴン "Tama Doragon") 5. "Dạo khúc" (序曲 "Ōbāchua") 6. "JUNCTION" 7. "Vearth" (ヴァース "Vāsu") 8. "Khúc bình minh" (夜明曲 "Ōbādo") 9. "Rắn khổng lồ và đội trinh sát" (うわばみと探索組 "Uwabami to Tansaku Chīmu") |

| 1. ""Chiến quỷ" Wiper" (「戦鬼」ワイパー "'Senki' Waipā") 2. "Dial Battle" (貝バトル "Daiaru Batoru") 3. "Quá trời hướng Nam" (いろんな南 "Iron na Minami") 4. "Hải tặc Zoro VS Chiến binh Braham" (海賊ゾロVS戦士ブラハム "Kaizoku Zoro vs Senshi Burahamu") 5. "Hải tặc Luffy VS Chiến quỷ Wiper" (海賊ルフィVS戦鬼ワイパー "Kaizoku Rufi vs Senki Waipā") 6. "Chiến binh Genbo VS Thần binh trưởng Yama" (戦士ゲンボウvs神兵長ヤマ "Senshi Genbō vs Shinpeichō Yama") 7. "Hải tặc Chopper VS Thần quan Gedatsu" (海賊チョッパーVS神官ゲダツ "Kaizoku Choppā vs Shinkan Gedatsu") 8. "Hải tặc Nami và Kị sĩ kì quặc VS Thần binh phó Hotori và Kotori " (海賊ナミと変な騎士VS副神兵長ホトリとコトリ "Kaizoku Nami to Hen na Kishi vs Fukushinpeichō Hotori to Kotori") 9. "Chiến binh Kamakiri VS Thần Enel" (戦士カマキリVS神・エネル "Senshi Kamakiri vs Goddo Eneru") |

| 1. "Hải tặc Robin VS Thần binh trưởng Yama" (海賊ロビンVS神兵長ヤマ "Kaizoku Robin vs Shinpeichō Yama") 2. "Hải tặc Chopper VS Thần quan Ohm" (海賊チョッパーVS神官オーム "Kaizoku Choppā vs Shinkan Ōmu") 3. "March - Hành khúc" (行進曲 "Māchi") 4. "Suite - Tổ khúc" (組曲 "Suwīto") 5. "Concerto - Khúc hợp tấu" (協奏曲 "Koncheruto") 6. "Serenade - Khúc hoàng hôn" (小夜曲 "Serenāde") 7. "Hải tặc Zoro VS Thần quan Ohm" (海賊ゾロVS神官オーム "Kaizoku Zoro vs Shinkan Ōmu") 8. "Play - Hí khúc" (戯曲 "Purei") 9. "Quintet - Ngũ tấu" (五重奏 "Kuintetto") 10. "Oratorio - Khúc thánh đàm" (聖譚曲) 11. "Divina Commedia - Thần khúc" (神曲 "Dibīna Komeidia") |

| 1. "Nhịp điệu Shandia" ("Shandia Rhythm") 2. "Maxim" (箴言 "Makushimu") 3. "Conis" (コニス "Konisu") 4. "Hải tặc Luffy VS Thần Enel" (海賊ルフィVS神・エネル "Kaizoku Rufi vs Goddo Eneru") 5. "Trôi nổi" (浮上 "Fujō") 6. "Deathpiea" (デスピア "Desupia") 7. "Mong đợi" (望み "Nozomi") 8. "Lực lượng cứu viện tình yêu" (恋の救出前線 "Koi no Kyūshutsu Zensen") 9. "Cảm phiền nhé" (悪ィな "Warī na") 10. "Capriccio - Khúc cuồng tưởng" (狂想曲 "Kapuritchio") |

| 1. "Ác quỷ Shandora" (シャンドラの魔物 "Shandora no Mamono") 2. "Sát thần" (神殺し "Kamigoroshi") 3. "Nguyền rủa" (祟り "Tatari") 4. "Vọng nguyệt" (望月 "Bōgetsu") 5. "Ngọn lửa Shandora" (シャンドラの灯 "Shandora no Hi") 6. "Chúng tôi luôn ở đây" (ここにいる "Koko ni Iru") 7. "Hội ngộ bất thành, trăng ẩn trong mây" (あふことは片われ月の雲隠れ "Au Koto wa Katawarezuki no Kumogakure") 8. "Bolero - Vũ khúc" (舞曲 "Borero") 9. "Lôi nghênh" (雷迎 "Raigō") 10. "Dây leo khổng lồ" (巨大豆蔓 "Jaianto Jakku") |

| 1. "Cục diện tối cao" (最空局面 "Saikū Kyokumen") 2. "Tán dương đất mẹ" (大地讃称 "Daichi Sanshō") 3. "Tiếng hát của đảo" (島の歌声 "Rabu Songu") 4. "Fantasia - Khúc vọng tưởng" (幻想曲 "Fantajia") 5. "Symphony - Khúc giao hưởng" (交響曲 "Shinfonī") 6. "Ta đã ở đây" (我ここに至る "Ware Koko ni Itaru") 7. "Khúc nhạc cuối" (最終楽章 "Fināre") 8. "Băng hải tặc giàu có" (金持ち海賊団 "Kanemochi Kaizoku-dan") 9. "Cuộc phiêu lưu trên đảo dài" (長い島の冒険 "Nagai Shima no Bōken") 10. "Foxy cáo bạc" (銀ギツネのフォクシー "Gingitsune no Fokushī") |

| 1. "Donut Race!!" (ドーナツレース!! "Dōnatsu Rēsu!!") 2. "Ready Donut!!" (レディ〜イ ドーナツ!! "Redi~i Dōnatsu!!") 3. "Chiến thuật cản trở vĩ đại" (妨害大作戦 "Bōgai Daisakusen") 4. "Groggy Monsters" (グロッキーモンスターズ "Gurokkī Monsutāzu") 5. "Groggy Ring!!" (グロッキーリング!! "Gurokkī Ringu!!") 6. "Trò chơi thô bạo" (ラフゲーム "Rafu Gēmu") 7. "Vàoooo!!" 8. "Màn đấu chính" 9. "Combat!!" (コンバット!!! "Konbatto!!!") 10. "Căn phòng bí mật" (秘密の部屋 "Himitsu no Heya") 11. "Brother Soul" (ブラザー魂 "Burazā Sōru") |

| 1. "K.O." 2. "Bế mạc" (閉会 "Heikai") 3. "Tổng bộ hải quân - "Đô đốc" Aokiji" (海軍本部「大将」青キジ "Kaigun Honbu 'Taishō' Aokiji") 4. "Lực lượng chiến đấu mạnh nhất" (最高戦力 "Saikō Senryoku") 5. "Một chọi một" (一騎打ち "Ikkiuchi") 6. "Puffing Tom" (パッフィング・トム "Paffingu Tomu") 7. "Thủ đô nước - Water Seven" (「水の都」ウォーターセブン "'Mizu no Miyako' Wōtā Sebun") 8. "Phiêu lưu trên thành phố nổi" (水上都市の冒険 "Suijō Toshi no Bōken") 9. "Gia tộc Franky" (フランキー一家 "Furankī Ikka") 10. "Ngài Iceberg" (アイスバーグさん "Aisubāgu-san") 11. "Đảo đóng tàu - Ụ số 1 của xưởng đóng tàu" (造船島造船工場１番ドック "Zōsenjima Zōsenkōjō Ichiban Dokku") |

| 1. "Vụ bắt cóc hải tặc" (海賊誘拐事件 "Kaizoku Yūkai Jiken") 2. "Tên ta là "Franky"" (おれの名は「フランキー」 "Ore no Na wa 'Furankī'") 3. "Tôi quyết rồi" (決めた "Kimeta") 4. "Cãi nhau to" (大喧嘩 "Ōgenka") 5. "Luffy VS Usopp" (ルフィVSウソップ?! "Rufi vs Usoppu?!") 6. "Thuyền trưởng" (船長 "Kyaputen") 7. "Vụ ám sát trong phòng kín" (密室の大事件 "Misshitsu no Daijiken") 8. "Cảnh báo" 9. "Luffy VS Franky" (ルフィVSフランキー "Rufi vs Furankī") |

| 1. "Đội bảo vệ của Thủ đô Nước" (「水の都」の用心棒 "'Mizu no Miyako' no Yōjinbō") 2. "Coup de Vent" (風来砲 "Kū do Van") 3. "Tin đồn" (うわさ "Uwasa") 4. "Người phụ nữ kéo theo bóng tối" (闇を引く女 "Yami o Hiku Onna") 5. "Ác quỷ" (悪魔 "Akuma") 6. "Sứ giả bóng tối" (闇の使者 "Yami no Shisha") 7. "Cipher Pol No. 9" 8. "Sức mạnh đối chọi" (抵抗勢力 "Teikō Seiryoku") 9. "Mật thám" (潜伏者 "Senpukusha") 10. "Chính nghĩa thứ 9" (９番目の正義 "Kyūbanme no Seigi") |

| 1. "Lục thức" (六式 "Roku Shiki") 2. "Sức chiến đấu" (戦闘力 "Sentōryoku") 3. "Một thị dân" (一市民 "Ichi Shimin") 4. "Nhà kho dưới gầm cầu" (橋の下倉庫 "Hashi no Shita Sōko") 5. "Klabautermann" (クラバウターマン "Kurabautāman") 6. "Tom's Workers" (トムズ ワーカーズ "Tomuzu Wākāzu") 7. "Thợ đóng tàu huyền thoại" (伝説の船大工 "Densetsu no Funadaiku") 8. "Tàu hỏa trên biển" (海列車 "Umi Ressha") 9. "Spandam" (スパンダム "Supandamu") 10. "Thầy Tom" (トムさん "Tomu-san") 11. "Cutty Flam" (カティ・フラム "Kati Furamu") |

| 1. "Phục hồi" (復活 "Fukkatsu") 2. "Bingo" (ビンゴ) 3. "Sắp khởi hành" (まもなく出航 "Mamonaku Shukkō") 4. "Tái bút" (追伸 "Tsuishin") 5. "Thủy triều xuống" (引き潮 "Hikishio") 6. "Aqua Laguna" (アクア・ラグナ "Akua Raguna") 7. "Kokoro" (ココロ) 8. "Rocketman!!" (ロケットマン!! "Rokettoman!!") 9. "Xuất kích!!" (出撃!! "Shutsugeki!!") 10. "Sogeking" (そげキング "Sogekingu") |

| 1. "Trò chơi đối kháng ở Tàu hỏa trên biển" (海列車バトルゲーム "Umi Ressha Batoru Gēmu") 2. "Quyền pháp Ramen" (ラーメン拳法 "Rāmen Kenpō") 3. "Không chỉ một mình" (一人じゃない "Hitori ja Nai") 4. "Hoan hô Đại tá T-Bone" (天晴Tボーン大佐 "Appare Tī-Bōn Taisa") 5. "Phẫu thuật chỉnh hình" (パラージュ "Parāju") 6. "Tà ác tất yếu" (必要悪 "Hitsuyō Aku") 7. "Cuộc chiến cướp đoạt" (争奪戦 "Sōdatsusen") 8. "Những siêu nhân của Enies Lobby" (エニエス・ロビーの超人達 "Eniesu Robī no Chōjintachi") 9. "Tôi hiểu rồi!!!" (わかった!!! "Wakatta!!!") 10. "Đại quyết chiến ở đảo Tư Pháp!!" (司法の島の大決戦!! "Shihō no Shima no Daikessen!!") |

| 1. "Tình hình thiệt hại" (被害状況 "Higai Jōkyō") 2. "Đạo lực" (道力 "Dōriki") 3. "Enies Lobby - Tốc hành tiến về đảo chính" (エニエス・ロビー本島行き急行便 "Eniesu Robī Hontō Yuki Ekusupuresu") 4. "Sa thải" (クビ "Kubi") 5. "Nơi ác quỷ trú ngụ" (鬼の隠れ家 "Oni no Kakurega") 6. "Luffy VS Blueno" (ルフィVSブルーノ "Rufi vs Burūno") 7. "Phát đi tín hiệu phản công" (反撃ののろしを上げろ "Hangeki no Noroshi o Agero") 8. "Chỉ còn một cách" (道はある "Michi wa Aru") 9. "Lần đầu tiên trong lịch sử" (前代未聞 "Zendai Mimon") 10. "Gear" (ギア "Gia") 11. "Gear 2" (ギア２ "Gia Sekando") |